# Zweitplatzierung (Börse)
Die Zweitplatzierung (englisch secondary placement, secondary market offering) ist eine Kapitalmaßnahme, bei der ein bereits börsennotiertes Unternehmen durch Kapitalerhöhung weitere Aktien über die Börse emittiert.

## Allgemeines
Eine Zweitplatzierung setzt begrifflich eine Erstplatzierung voraus. Im Regelfall ist die Zweitplatzierung mit der Emission junger Aktien zwecks Kapitalerhöhung verbunden. Die Zweitplatzierung erfordert jedoch nicht immer eine Kapitalerhöhung, sondern es können auch die an einer bestimmten Börse zugelassenen Aktien zurückgekauft werden, um sie an einer anderen Börse einzuführen. Zudem handelt es sich auch um eine Zweitplatzierung, wenn Großaktionäre oder institutionelle Anleger Aktien verkaufen möchten und dies im Rahmen eines öffentlichen Angebots vornehmen.

## Rechtsfragen
Zweitplatzierungen müssen allgemein mit einem Wertpapierprospekt verbunden sein. Ausnahmen sind unter anderem nach § 3 WpPG Zweitplatzierungen, die von Kreditinstituten oder von Emittenten, deren Aktien bereits zum Handel an einem geregelten Markt zugelassen sind, ausgegeben werden, wenn der Gesamtgegenwert für alle im Europäischen Wirtschaftsraum angebotenen Wertpapiere nicht mehr als 8 Millionen Euro beträgt. Erst- und Zweitplatzierungen gehören als „die Übernahme von Finanzinstrumenten für eigenes Risiko zur Platzierung oder die Übernahme gleichwertiger Garantien“ zum Emissionsgeschäft von Kreditinstituten gemäß § 1 Abs. 1 Nr. 10 KWG und sind daher Bankgeschäfte.

## Wirtschaftliche Aspekte
Das öffentliche Angebot durch Zweitplatzierung kann im Festpreis- oder Bookbuilding-Verfahren abgewickelt werden. Nach Zweitplatzierung ist entweder das Grundkapital oder der Streubesitz größer, was die Marktliquidität dieser Aktien erhöht oder die Abhängigkeit der Aktiengesellschaft von Großaktionären verringert.

## Abgrenzung
Eine Umplatzierung führt zu keiner Kapitalerhöhung, während bei der Zweitplatzierung sowohl das bereits bestehende Grundkapital unverändert bleiben als auch durch erneuten Börsengang erhöht werden kann. 